# Mangora ixtapan
Mangora ixtapan Levi, 2005 è un ragno appartenente alla famiglia Araneidae.

## Etimologia
Il nome proprio della specie deriva dalla località di rinvenimento di alcuni paratipi: Ixtapan de la Sal, nello Stato del Messico

## Caratteristiche
L'olotipo femminile rinvenuto ha dimensioni: cefalotorace lungo 1,2 mm, largo 1,1 mm; opistosoma lungo 1,9 mm.

## Distribuzione
La specie è stata reperita nella parte centrale del Messico: l'olotipo a 6,5 km ad ovest di Uruapan, a 2300 metri di altitudine, nello Stato del Michoacán.

## Tassonomia
Al 2014 non sono note sottospecie e dal 2005 non sono stati esaminati nuovi esemplari.